# PIDE

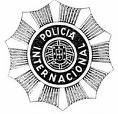
Odznaka funkcjonariusza PIDE

PIDE (skr. od port. Polícia Internacional e de Defesa do Estado, w dosłownym tłumaczeniu: Policja Międzynarodowa i Ochrony Państwa) – portugalska tajna policja polityczna, istniejąca w latach 1945–1969, w okresie dyktatury António Salazara.

## Historia
Została utworzona 22 października 1945. Zastąpiła PVDE (Polícia de Vigilância e Defesa do Estado – „Policja Czujności i Ochrony Państwa”). Instytucja stanowiła główny aparat represji wobec wszelkich przejawów niezadowolenia z autorytarnych rządów Salazara. Powszechnie stosowała tortury i nielegalne aresztowania. Uwięzionych często poddawano długotrwałym przesłuchaniom, pozbawiając snu i pokarmu. PIDE miała na swoim koncie dużą liczbę zabójstw działaczy opozycyjnych z kręgów demokratycznych, liberalnych i lewicowych, m.in. generała Humberto Delgado. PIDE zabijała ponadto liderów ruchów narodowowyzwoleńczych w swoich afrykańskich koloniach, m.in. zabójstwo w Tanzanii Eduardo Mondlane – przywódcy Frontu Wyzwolenia Mozambiku (FRELIMO) – w 1969 oraz zabójstwo w 1973 przywódcy ruchu wyzwoleńczego Gwinei Port. i Zielonego Przylądka (PAIGC) – Amílcara Cabrala.
PIDE zajmowała się inwigilacją, badaniem nastrojów i poglądów politycznych, gromadząc kilka milionów teczek obywateli Portugalii.
Tajna policja posiadała swoje więzienia, z których najsłynniejsze to Caxias i Peniche oraz obóz koncentracyjny Tarrafal na Wyspach Zielonego Przylądka.
Rozwiązana 24 września 1969, w to miejsce powstało DGS (Direção-Geral de Segurança – „Generalna Dyrekcja Bezpieczeństwa”). Organizacja DGS zaprzestała działalności po rewolucji goździków 25 kwietnia 1974.